# Della Luna
(Marco Praga, Cronache teatrali 1921)

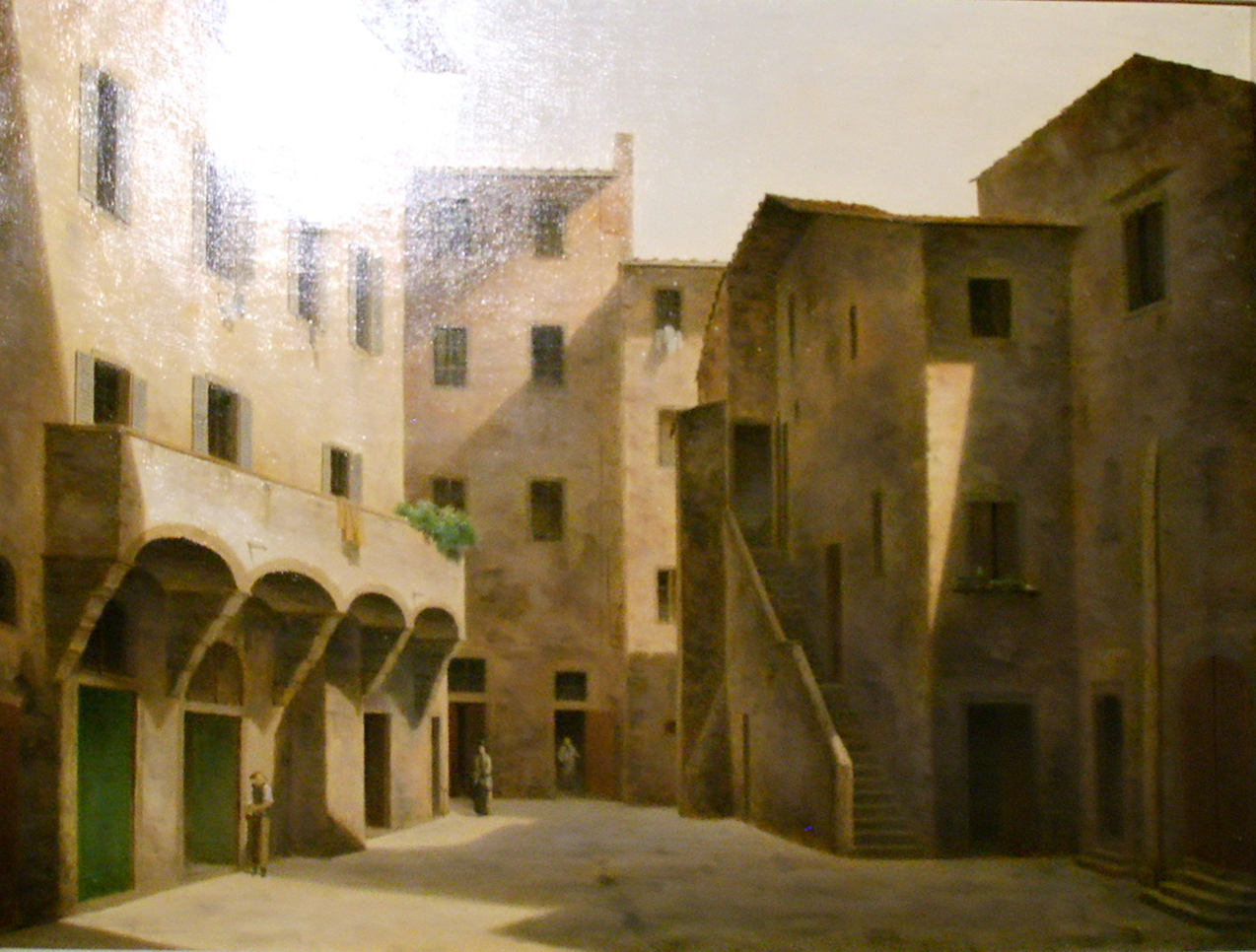
Fabio Borbottoni, Piazza della Luna nel Mercato Vecchio

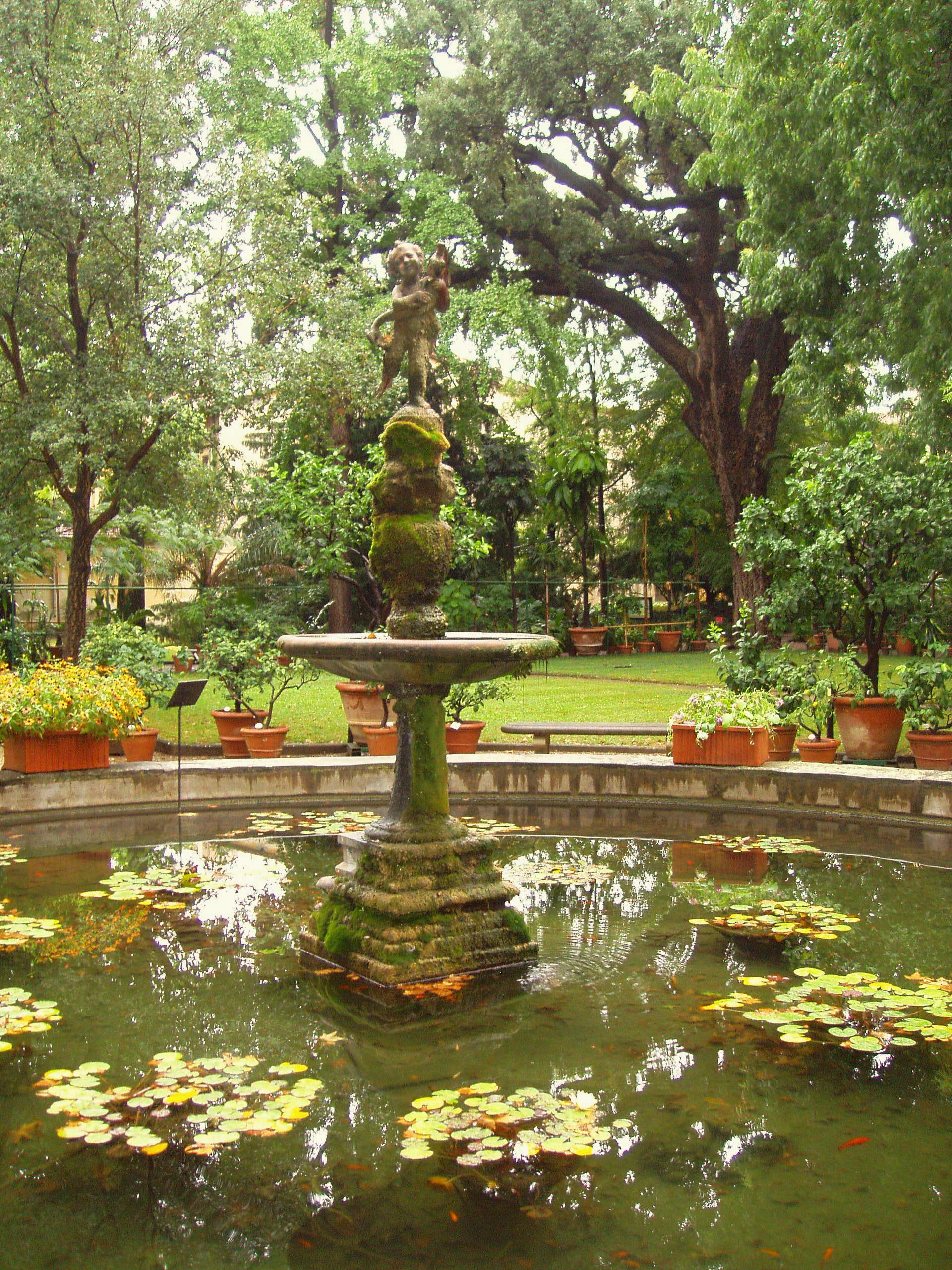
La vasca dove fu trovato morto l'ultimo dei Della Luna

La famiglia Della Luna fu una ricca casata della nobiltà civica fiorentina, di speziali prima e di politici e letterati poi, storicamente residenti nel Mercato Vecchio di Firenze. Registrati nel quartiere di Santa Maria Novella, gonfalone del Lion d'Oro, presero il cognome proprio dall'insegna montevarchina e fiorentina della loro bottega di speziali.

## Storia
Originari di Montevarchi dove possedevano un palazzo e dove cominciarono a praticare il mestiere di speziali, già alla fine del XIII secolo si trasferirono a Firenze in zona Mercato Vecchio dove continuarono l'antica arte di famiglia. Un business di evidente successo se, per le proprietà immobiliari che riuscirono a comprare nel quartiere, dettero il nome a una delle piazzette del mercato, che da piazza della Paglia divenne appunto piazza Della Luna, e a una sua viuzza laterale, vicolo Della Luna «appena largo un braccio, fetido e buio da farsi il segno della croce prima d'avventurarvisi», oggi entrambe scomparse.
La magione principale della famiglia, che si affacciava sulla piazza omonima (localizzata in quello che è attualmente il numero 6 di via degli Strozzi che ancora conserva la scalinata originale del XIV secolo), era il celebre Palagio Della Luna, edificato su antiche strutture romane riscoperte durante i lavori di ristrutturazione del 1838, che divenne famoso a Firenze per una serie di leggende che risalivano addirittura ai tempi della distruzione della città ordinata da Totila re degli Ostrogoti. Infatti il palazzo inglobava l'antica torre di Manfredi della cerchia bizantina delle Mura di Firenze, voluta e costruita dal generale Narsete nel 550.
Infatti «per vie più convalidare la di lui esistenza [del Campidoglio romano di Firenze] dirò primieramente, che nella piazzetta della Luna, vedesi una muraglia, maravigliosa per la grossezza e per l'antichità. È essa attaccata alle case degli Altoviti che furono Palazzo Manfredi, e quindi di quei della Luna. Questa potrebbe con ragionevolezza stimarsi parte dell'antica Rocca, tanto più che oggi forma un Torrione di poco giro, ma di grande altezza. In secondo luogo poi, in un libro di ricordi di un Ser Giovanni di Piero di Mercatovecchio, e che trovasi tra gli spogli di Leopoldo Del Migliore vi si legge: "[nel] 1581 in occasione di affondarsi in Piazza Luna un profondissimo pozzo rimasto secco, vi si trovarono alcuni marmi, cioè una testa antica creduta di un Romano, ed un fregio pure di marmo intagliato arabesco, con una testa di Lione, che furono dagl'intendenti creduti avanzi e frammenti dell'antico Campidoglio, e perché non si smarrissero, Carlo Del Nero, avendole comprate, in via de' Bardi, nella facciata al di fuori di sua casa, sopra e sotto una finestra le collocò"».
I Della Luna possedevano anche una villa sulla collina di Arcetri dove si installarono, nel 1528, gli eserciti di Valerio Orsini e Marzio Colonna, luogotenenti del Principe d' Orange, arrivati in città per restaurare la signoria dei Medici. Ma, come scrive il Repetti, «il Varchi nella sua storia fiorentina, all'occasione dell'accampamento dell'esercito venuto nel 1528 ad assediare Firenze, rammentò questa Villa nei contorni del Pian di Giullari e di Arcetri, ma senza dire [...] qual fosse precisamente la sua posizione; cosicché resta tuttora ignoto il vocabolo che prese dopo, o a qual resedio campestre tuttora esistente essa debbasi riferire». Secondo alcuni studiosi moderni si potrebbe trattare di Villa Bonami che in un architrave porterebbe ancora lo stemma dei Della Luna ossia una croce di Sant'Andrea azzurra in campo d'oro.
Dieci volte priori e due volte gonfalonieri, salirono alla ribalta della vita cittadina fiorentina con Pierozzo Della Luna, abile banchiere e primo priore della famiglia, e suo nipote Francesco Della Luna, confaloniere di giustizia nel 1418 e membro dei Dieci nel 1423 durante la guerra con Filippo Maria Visconti, nonché discusso architetto allievo di Brunelleschi; suo figlio Niccolò Della Luna, celebre uomo di lettere e rinomato umanista e ancora Rinaldo Della Luna ritratto in busto di bronzo da Mino da Fiesole; Giovanni Della Luna, altro figlio di Francesco, immortalato nella tragedia "Filippo Strozzi" da Giovanni Battista Niccolini; Pandolfo Della Luna, suo figlio, canonico a Santa Maria del Fiore, protonotaro apostolico, e priore della Collegiata di San Pier Scheraggio.
Si estinsero nel 1643 con Niccolò di Luca che la mattina del 27 agosto fu trovato misteriosamente annegato nella vasca del Giardino dei Semplici.